# Tara Snyder
Ne pas confondre avec Patty Schnyder, également joueuse de tennis.
Pour les articles homonymes, voir Snyder.
Tara Snyder (née le 26 mai 1977 à Wichita, Kansas) est une joueuse de tennis américaine, professionnelle de 1995 à 2006.
Elle réalise la meilleure saison de sa carrière en 1998 qui la voit remporter son unique tournoi WTA, à Québec. Au bénéfice notamment de ce succès, elle termine l'année au 33e rang mondial. L'année suivante, elle se hisse au troisième tour de l'US Open où elle est défaite par Amélie Mauresmo.

## Palmarès

### Titre en simple dames
| No | Date       | Nom et lieu du tournoi | Catégorie | Dotation  | Surface         | Finaliste    | Score         |          |
| -- | ---------- | ---------------------- | --------- | --------- | --------------- | ------------ | ------------- | -------- |
| 1  | 26-10-1998 | Challenge Bell, Québec | Tier III  | 164 250 $ | Moquette (int.) | Chanda Rubin | 4-6, 6-4, 7-6 | Parcours |

### Finale en simple dames
Aucune

## Parcours en Grand Chelem

### En simple dames
| Année | Open d'Australie | Open d'Australie    | Internationaux de France | Internationaux de France | Wimbledon       | Wimbledon            | US Open         | US Open          |
| ----- | ---------------- | ------------------- | ------------------------ | ------------------------ | --------------- | -------------------- | --------------- | ---------------- |
| 1997  | -                | -                   | -                        | -                        | -               | -                    | 2e tour (1/32)  | Monica Seles     |
| 1998  | 2e tour (1/32)   | Dominique Monami    | 2e tour (1/32)           | Alexandra Fusai          | 2e tour (1/32)  | Chanda Rubin         | 2e tour (1/32)  | Virginia Ruano   |
| 1999  | 1er tour (1/64)  | Sandrine Testud     | 1er tour (1/64)          | Amélie Mauresmo          | 2e tour (1/32)  | Conchita Martínez    | 3e tour (1/16)  | Amélie Mauresmo  |
| 2000  | 1er tour (1/64)  | Meghann Shaughnessy | 1er tour (1/64)          | Mary Pierce              | 1er tour (1/64) | Shinobu Asagoe       | 1er tour (1/64) | Elena Dementieva |
| 2004  | 1er tour (1/64)  | Amanda Coetzer      | 1er tour (1/64)          | Marissa Irvin            | 1er tour (1/64) | Emmanuelle Gagliardi | -               | -                |

À droite du résultat, l’ultime adversaire.

### En double dames
| Année | Open d'Australie             | Open d'Australie       | Internationaux de France | Internationaux de France | Wimbledon                 | Wimbledon                 | US Open                      | US Open                  |
| ----- | ---------------------------- | ---------------------- | ------------------------ | ------------------------ | ------------------------- | ------------------------- | ---------------------------- | ------------------------ |
| 1998  | -                            | -                      | -                        | -                        | -                         | -                         | 1er tour (1/32) Jill Craybas | A. Kournikova L. Neiland |
| 1999  | -                            | -                      | -                        | -                        | -                         | -                         | 1er tour (1/32) Brie Rippner | Chanda Rubin S. Testud   |
| 2000  | 2e tour (1/16) M. Grzybowska | A. Coetzer Likhovtseva | -                        | -                        | 1er tour (1/32) Kim Grant | Amy Frazier K. Schlukebir | 2e tour (1/16) J. Kostanić   | Tina Križan I. Selyutina |

Sous le résultat, la partenaire ; à droite, l’ultime équipe adverse.

### En double mixte
| Année | Open d'Australie | Open d'Australie | Internationaux de France | Internationaux de France | Wimbledon                     | Wimbledon             | US Open                      | US Open                 |
| ----- | ---------------- | ---------------- | ------------------------ | ------------------------ | ----------------------------- | --------------------- | ---------------------------- | ----------------------- |
| 1999  | -                | -                | -                        | -                        | -                             | -                     | 1er tour (1/16) Cecil Mamiit | C. Morariu Jared Palmer |
| 2000  | -                | -                | -                        | -                        | 1er tour (1/32) Kevin Ullyett | A. Coetzer Rick Leach | -                            | -                       |

Sous le résultat, le partenaire ; à droite, l’ultime équipe adverse.

## Classements WTA en fin de saison

### En simple
| Année | 1994 | 1995 | 1996 | 1997 | 1998 | 1999 | 2000 | 2001 | 2002 | 2003 | 2004 | 2005 | 2006 |
| Rang  | 842  | 203  | 262  | 113  | 33   | 74   | 129  | 201  | 171  | 111  | 223  | 316  | 395  |

Source : (en) « Classements de Tara Snyder », sur le site officiel du WTA Tour

### En double
| Année | 1995 | 1996 | 1997 | 1998 | 1999 | 2000 | 2001 | 2002 | 2003 | 2004 | 2005 | 2006 |
| Rang  | 862  | -    | 538  | 663  | 140  | 161  | 461  | 452  | 448  | 315  | 379  | 380  |

Source : (en) « Classements de Tara Snyder », sur le site officiel du WTA Tour